# Byng
Byng is een plaats (town) in de Amerikaanse staat Oklahoma, en valt bestuurlijk gezien onder Pontotoc County.

## Demografie
Bij de volkstelling in 2000 werd het aantal inwoners vastgesteld op 1090.
In 2006 is het aantal inwoners door het United States Census Bureau geschat op 1112, een stijging van 22 (2,0%).

## Geografie
Volgens het United States Census Bureau beslaat de plaats een oppervlakte van
16,9 km², geheel bestaande uit land.

## Plaatsen in de nabije omgeving
De onderstaande figuur toont nabijgelegen plaatsen in een straal van 24 km rond Byng.